# 1966 dans les chemins de fer
Chronologie des chemins de fer
1965 dans les chemins de fer - 1966 - 1967 dans les chemins de fer

## Évènements
- 7 mars, Angleterre : fermeture de la Somerset and Dorset Joint Railway (en), une ligne principale reliant Bath et Bournemouth, avec une embranchement à Burnham-on-Sea, et toujours opérée par traction à vapeur.